# Шубрюг (посёлок)
Шубрюг — поселок в составе Мурашинского района Кировской области. 

## География
Находится на расстоянии примерно 37 километров по прямой на запад-юго-запад от районного центра города Мураши.

## История
Появился в 1976 году, в 1989 году учтено было 60 жителей. До 2021 года входил в Мурашинское сельское поселение Мурашинского района, ныне непосредственно в составе Мурашинского района.

## Население
Постоянное население  составляло 26 человека (русские 92%) в 2002 году, 21 в 2010.